# Lelegi
Secondo gli antichi scrittori greci i Lèlegi (in greco antico: Λέλεγες, Léleghes) erano una popolazione pelasgica che viveva nella parte sud-occidentale dell'Asia Minore prima dell'arrivo degli Ioni.

## Storia

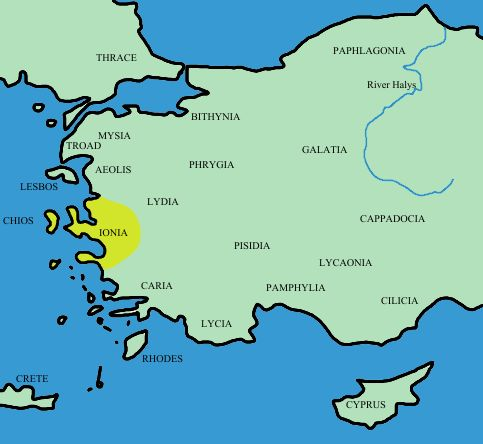
Antica Asia Minore, localizzazione della Ionia (in giallo)

I Lelegi sono citati per la prima volta nell'Iliade , fra i popoli alleati dei Troiani. Omero attribuisce loro un re, Alte (la cui figlia Laotoe divenne una delle spose di Priamo) e una città, Pedaso che fu saccheggiata da Achille: essa dovrebbe essere localizzata a sud della Troade. Come altri popoli menzionati nei poemi omerici, anche i Lelegi erano scomparsi in epoca storica; ma di essi, come peraltro dei Pelasgi, si vollero trovare testimonianze in molte parti dell'Asia Minore e della stessa Grecia. I riferimenti ai Lelegi nei testi degli scrittori greci dell'età classica sono però confondenti: i Lelegi sono spesso confusi con i Pelasgi e con i Cari. Così, Alceo di Mitilene cita come città dei Lelegi Antandro in Misia, mentre Erodoto afferma che Antandro fosse una città pelasgica.
Sono citati anche nelle Metamorfosi di Ovidio (Libro VIII, verso 6).
La principale fonte sui Lelegi è la Geografia di Strabone. Secondo Strabone, Lelegi e Cari erano due popoli che avevano abitato negli stessi luoghi, avevano preso parte alle stesse spedizioni, ed erano stati poi scacciati entrambi dalla popolazione ellenica degli Ioni. Strabone distingueva tuttavia i Lelegi dai Cari e sosteneva che ancora ai suoi tempi (I secolo) erano noti sia città che edifici dei Lelegi. Strabone riferisce in particolare l'opinione tradizionale secondo la quale i Lelegi erano presenti anche nella stessa Grecia; cita un frammento di Esiodo nel quale si afferma che gli uomini furono creati da Zeus come esseri sottoposti a Deucalione ma che in seguito furono assoggettati da Locro, eroe eponimo della Locride. Strabone cita anche diverse opere perdute di Aristotele a sostegno delle sue affermazioni.
A metà del XIX secolo l'archeologo britannico Charles Thomas Newton iniziò la campagna di scavi nella regione di Bodrum che lo portò alla scoperta del Mausoleo di Alicarnasso. Alcune tombe rinvenute sulla collina di Assarlık lo spinsero a identificare il luogo come il sito dell'antica Syangela, citata da Strabone come una delle città dei Lelegi. Di conseguenza, si chiamano "Lelegi" le costruzioni in pietra a secco a forma di poligoni irregolari della penisola di Alicarnasso, abitate da pastori e agricoltori.